# シキミ酸
シキミ酸（シキミさん、shikimic acid）は環状ヒドロキシ酸。芳香族化合物が生合成される経路の重要な中間体。その名の通りシキミから発見されたが、ほとんどの植物でみられる。シキミ酸経路を構成する物質の一つ。3-デヒドロシキミ酸がシキミ酸デヒドロゲナーゼ (EC1.1.1.25.) によって還元されて生成し、シキミ酸キナーゼ (EC2.7.1.71) によってリン酸化され、シキミ酸三リン酸になる。
最近では、インフルエンザの治療薬オセルタミビル（タミフル）の原料として用いられている。以前は、多段階の発酵法、多量の副生成物との分離といった課題があり、効率が悪かったが、コーヒー粕麹法により量産のめどがついた。

## 生合成
シキミ酸の生合成について、反応式を示す。
ホスホエノールピルビン酸とエリトロース4-リン酸が縮合して 7-ホスホ-2-デヒドロ-3-デオキシアラビノヘプツロソン酸、さらに環化して 3-デヒドロキナ酸へと変えられる。
3-デヒドロキナ酸から脱水して 3-デヒドロシキミ酸へ、最後は還元を受けてシキミ酸となる。